# La finta scema
La finta scema è un'opera in due atti di Antonio Salieri, su libretto di Giovanni De Gamerra. La prima rappresentazione ebbe luogo al Burgtheater di Vienna il 9 settembre 1775.

## Discografia
- Un brano dell'opera è contenuto in The Salieri Album (Cecilia Bartoli con l'Orchestra of the Age of Enlightenment diretta da Ádám Fischer, Decca 475 100-2)
  - Se lo dovessi vendere (Atto II)